# آنسی (دوره)

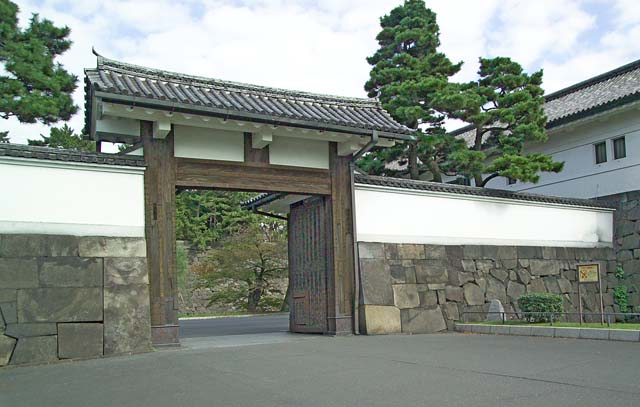
دروازه ساکورادا متعلق به دوره آنسی

آنسی (به ژاپنی: 安政 Ansei) نام عصر ژاپنی بعد از کائی و قبل از مانئن بود. این دوره از نوامبر ۱۸۵۴ تا مارس ۱۸۶۰ ادامه داشت. در این دوره امپراتور کومی امپراتور ژاپن بود.